# Perry Turnbull
Perry John Turnbull (Bentley, 9 marzo 1959) è un ex hockeista su ghiaccio canadese.
Ha giocato 608 partite in National Hockey League prima di chiudere la carriera in Europa. Anche un suo cugino, Randy Turnbull, è stato un giocatore di hockey su ghiaccio, così come lo è il figlio, Travis Turnbull.